# بويرتو مونت (تشيلي)
بويرتو مونت (بالإنجليزية: Puerto Montt)‏ هي مدينة من مدن تشيلي. يبلغ عدد سكانها 218858 نسمة وذلك حسب إحصائيات سنة 2012 Census. يبلغ ارتفاع المدينة عن سطح البحر قرابة 14 متر. تبلغ مساحتها 1673.0 كم² .

## توأمة
لبويرتو مونت (تشيلي) اتفاقيات توأمة مع كل من:
- بويرتو مادرين
- باريلوتشي
- غاسبيه

## معرض صور

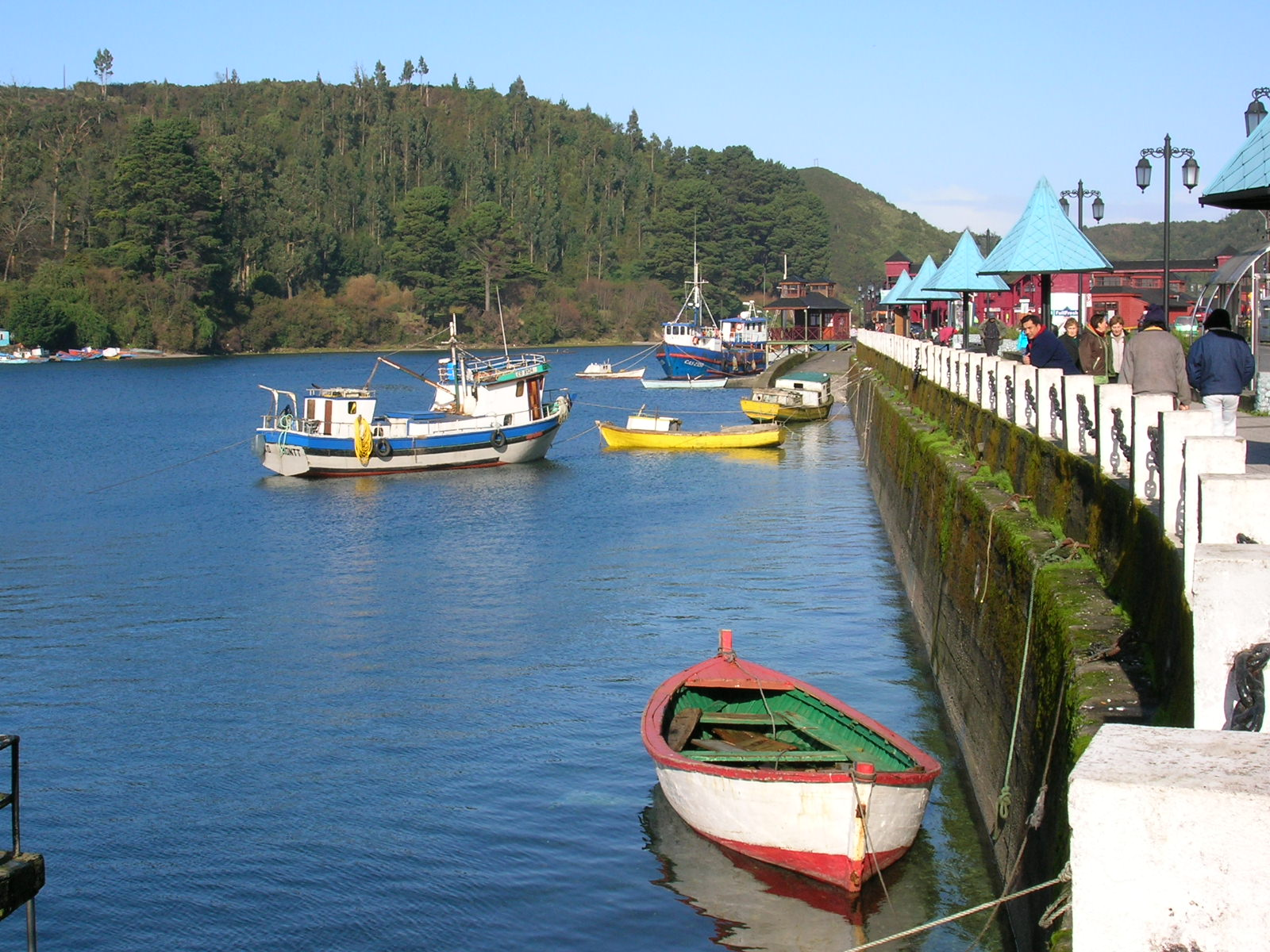
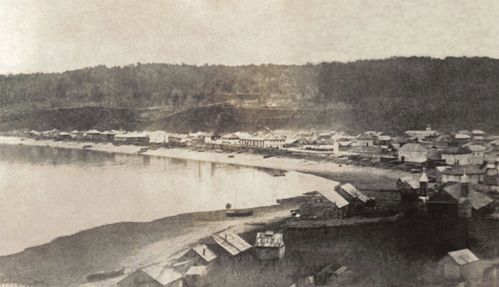

## أعلام
- إديسون برافو
- لويس كورفالان
- راؤول رويز
- لياندرو ديلغادو
- هاردي كافيرو

## وصلات خارجية
- الموقع الإلكتروني

## اقرأ أيضا

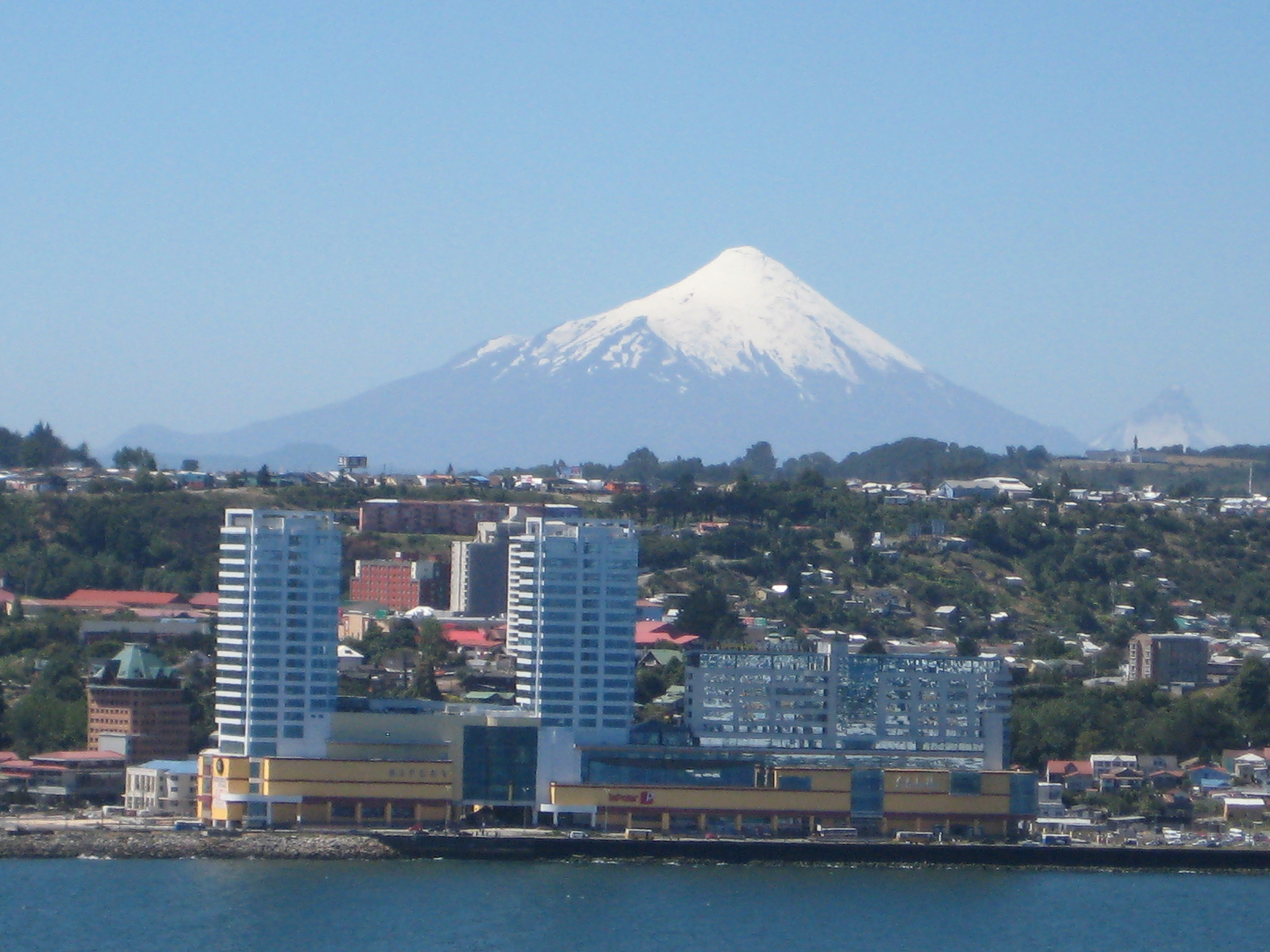
بويرتو مونت وفي الخلفية بركان أوزورنو.

- بركان أوزورنو
- مدينة الكالافات